# Новопетрівка (Кропивницький район)
Новопетрі́вка —  село в Україні, у Соколівській сільській громаді Кропивницького району Кіровоградської області. Населення становить 130 осіб.

## Населення
Згідно з переписом УРСР 1989 року чисельність наявного населення села становила 80 осіб, з яких 33 чоловіки та 47 жінок.
За переписом населення України 2001 року в селі мешкало 130 осіб.

### Мова
Розподіл населення за рідною мовою за даними перепису 2001 року:
| Мова       | Відсоток |
| ---------- | -------- |
| українська | 90,00 %  |
| російська  | 6,92 %   |
| білоруська | 3,08 %   |